# シェイ・ミッチェル
シェイ・ミッチェル（Shay Mitchell、1987年4月10日 - ）は、カナダの女優、モデル。

## 経歴
1987年4月10日、カナダのオンタリオ州ミシサガでフィリピン人の母親とスコットランド及びアイルランドの血をひく父親の間に生まれる。
いとこに歌手で舞台女優のレア・サロンガがおり、幼少時から舞台芸術に興味を持ち、5歳からダンスの勉強をはじめる。 10歳の時に、ミッチェルの家族はブリティッシュコロンビア州バンクーバーに移動し、その年に国際的モデル・エージェンシーに選ばれた。
10代後半にはバンコク、香港、バルセロナなど多様な都市の企業のモデルとして成功したが、演技の勉強をするためトロントへ戻った。テレビドラマ「Degrassi: The Next Generation」、「アーロン·ストーン」「ルーキーブルー 〜新米警官 奮闘記〜」の他、いくつかのコマーシャルに出演した。
2010年以来ABCファミリーのテレビドラマ「プリティ・リトル・ライアーズ」に出演している。
2018年 かっぱえびせんを「チャンピオンたちの朝食」と称し朝食として食べていると自身のInstagramで公表。

## 出演作品

### 映画
| 放映年 | 邦題 原題                                               | 役名             | 備考             |
| ------ | ------------------------------------------------------- | ---------------- | ---------------- |
| 2013   | Immediately Afterlife                                   | Marissa          | ショートフィルム |
| 2016   | マザーズ・デイ Mother's Day                             | ティナ           |                  |
| 2018   | エンドレス・エクソシズム The Possession of Hannah Grace | メーガン・リード |                  |

### テレビシリーズ
| 放映年    | 邦題 原題                                        | 役名                 | 備考                                 |
| --------- | ------------------------------------------------ | -------------------- | ------------------------------------ |
| 2009      | en:Degrassi: The Next Generation                 | Model                | Episode: "Up Where We Belong"        |
| 2010      | ルーキーブルー ～新米警官 奮闘記～ Rookie Blue   | Cute Girl            | シーズン1 第2話 "Mercury Retrograde" |
| 2010      | アーロン・ストーン Aaron Stone                   | Irina Webber         | 4エピソード                          |
| 2010-2017 | プリティ・リトル・ライアーズ Pretty Little Liars | エミリー・フィールズ | 160エピソード                        |
| 2012      | パンクト Punk'd                                  | 本人                 | シーズン9 第9話 "Heather Morris"     |
| 2012      | glee/グリー Glee                                 | 黄色いジャケットの女 | シーズン4 第2話 "Britney 2.0"        |
| 2018      | YOU ー君がすべてー You                           | Peach Salinger       | 6エピソード                          |

### ミュージックビデオ
| 年   | タイトル       | アーティスト     |
| ---- | -------------- | ---------------- |
| 2009 | "Hold My Hand" | ショーン・ポール |

## 受賞
- 2011年度　ヤング・ハリウッド・アワード（英語版）受賞